# Champagnat-le-Jeune

Champagnat-le-Jeune este o comună în departamentul Puy-de-Dôme, Franța. În 1 ianuarie 2022 avea o populație de 149 de locuitori.